# Nonius

Noniusschaalverdeling (0,0 tot 1,0 in stapjes van 0,1). Opgelet: hier 19/20-verdeling

De nonius is een secundaire schaal, met afwijkende lengte en afwijkende maatindeling, die kan worden verschoven ten opzichte van een vaste primaire schaal. Het doel van de nonius is om de primaire schaal veel nauwkeuriger te kunnen aflezen dan zonder nonius mogelijk zou zijn.
De nonius komt onder andere voor bij schuifmaten, micrometers, sextanten, draaibanken en geodetische instrumenten (waterpastoestellen en theodolieten).

## Varianten
Op de noniusschaal is een lengte van n – 1 primaire eenheden verdeeld in n gelijke delen. Op veel schuifmaten met mm-indeling is n bijvoorbeeld gelijk aan 20 en de lengte van de nonius 19 mm. De nonius is dus n – 1 primaire eenheden lang, maar omvat n noniuseenheden. Eén noniuseenheid is dus gelijk aan (n – 1)/n primaire eenheden. De verhouding (n – 1)/n noemen we noniusverhouding. Bij metrische schuifmaten heeft deze verhouding gewoonlijk de waarde 9/10, 19/20, 39/40 of 49/50. Zeldzaam is de verhouding 99/100. Bij schaalverdelingen in Anglo-Amerikaanse maatsystemen ziet men onder andere de noniusverhoudingen 7/8 en 15/16.
De nonius kan echter ook opgedeeld zijn in een kleiner aantal stukjes. Zo zien we bij schuifmaten met n = 40 meestal een indeling van de nonius in 20 gelijke stukjes. De lengte van een eenheid, zoals te zien is op de nonius, noemen we nominale secundaire eenheid. De nominale secundaire eenheid van de schuifmaat uit het voorbeeld is dan 39/20 mm. In dit laatste geval zegt men dat men met de schuifmaat op 1/20 precies kan meten. Dit getal wordt op de schuifmaat vermeld.
Dankzij de nonius kan de primaire schaal aanzienlijk nauwkeuriger worden afgelezen dan zonder nonius mogelijk zou zijn. Is bijvoorbeeld de afstand tussen twee maatstreepjes op de primaire schaal 1 mm, dan kan men, afhankelijk van de gebruikte noniusverhouding, door toepassing van de nonius, de primaire schaal op 0,1 mm, 0,05 mm, 0,02 mm of zelfs 0,01 mm precies aflezen.

## Gebruik
De nonius schuift dus langs een vaste schaalverdeling. De vaste schaal is bijvoorbeeld een centimeterschaal, onderverdeeld in millimeters door schaalstreepjes. Hiertegenover, op de nonius, bevindt zich echter een schaaltje van 9 mm lang, dat in 10 gelijke delen is verdeeld. 

### Voorbeeld 1
Bij de eerste streep van de korte schaal wordt de normale aflezing op de lange schaal gedaan, b.v. 13 mm en een beetje. Dat 'beetje' kan nu beter worden afgelezen door te kijken welk streepje op de korte schaal precies tegenover een streepje op de lange schaal zit. Als dat het derde is, lezen we 13,3 mm af.
Hetzelfde principe geldt als we verdelingen in een verhouding van 19:20 nemen in plaats van 9:10; de aflezing is dan zelfs op 1/20 deel nauwkeurig.
Het principe berust hierop dat het makkelijker is om te zeggen welke streepjes het best tegenover elkaar liggen dan om de relatieve afstanden links en rechts van het streepje op het oog te schatten.

### Voorbeeld 2
In deze afbeelding wordt een noniusschaal gebruikt van 39 mm in 20 delen. De af te lezen waarde is op deze foto 3,5 mm. Het is bij het aflezen belangrijk het oog recht voor het bewuste streepje te houden om perspectivische vertekening te voorkomen. Door deze vertekening lijkt de waarde, links geschat, in deze foto wat kleiner dan 3,5 mm

### Voorbeeld 3
Deze animatie toont het aflezen van een schuifmaat.

## Etymologie
Men denkt vaak dat het woord nonius is afgeleid van het Latijnse woord voor negende (nonus). Dat is echter onjuist, hoewel het getal 9, afzonderlijk of als cijfer in de getallen 19, 39 en 99, in verband met de nonius langs metrische schaalverdelingen, een belangrijke rol speelt. De ten opzichte van een vaste primaire schaal verschuifbare secundaire schaal met bijzondere lengte en indeling is echter genoemd naar de Portugese wiskundige Pedro Nunes Salaciense (1502 - 1578). De gelatiniseerde naam van deze wiskundige, tevens geograaf, filosoof en kosmoloog, is Petrus Nonius.
Nonius was weliswaar de bedenker van het nonius-principe, maar Pierre Vernier, wiskundige en landmeter uit Franche-Comté (1580-1638), is de uitvinder van de praktische uitvoering ervan. Hij beschreef die in 1631. Deze uitvoering zien we met name op schuifmaten. In het Frans wordt vernier gebruikt in plaats van nonius en in het Engels wordt een schuifmaat vernier caliper genoemd.

## Varia
Het woord nonius komt ook terug in de naam van het bedrijf Enraf-Nonius, een Nederlandse producent van apparaten.